# Golczewo Gaj
Golczewo Gaj – zlikwidowany przystanek osobowy gryfickiej kolei wąskotorowej w Sosnowicach, w gminie Golczewo, w województwie zachodniopomorskim, w Polsce. Przystanek został zamknięty 1. września 1996 roku.